# 葉世康
葉世康，前亞洲電視、無綫電視編劇、編審，於90年代加入亞洲電視任職編劇，其後加入無綫電視，從初級編劇晉升至編審。
葉世康於2010年離開無綫，轉到台灣壹電視。2012年轉投香港電視網絡擔任編審。
2015年後為自由創作人，並會以筆名京城四少編寫不同影視作品。
2018年擔任寰亞電視節目製作(香港)有限公司的創作總監。

## 編審／編劇列表

### 電視劇（亞洲電視）
- 仙鶴神針（1992）
- 勝者為王III王者之戰（1993）
- 天蠶變之再與天比高（1993）
- 中國教父（1993）
- 萬家燈火（2003）
- 8號巴士站站情（2004）
- 愛在有情天（2004）

### 電視劇（無綫電視）
- 烈火狂奔（1994）
- 尋龍劍俠賴布衣（1995）
- 命轉乾坤（1995）
- 南拳北腿（1995）
- 刀馬旦（1995）
- 闔府統請（1996）
- 男人四十打功夫（1997）
- 鑑證實錄（1997）
- 陀槍師姐（1998）
- 烈火雄心（1998）
- 千里姻緣兜錯圈（1999）
- 吾係差人（1999）
- 無業樓民（2000）
- 楊貴妃（2000）
- 倚天屠龍記（2001）
- 美味情緣（2001）
- 勇探實錄（2001）
- 法網伊人（2002）
- 彩色世界（2002）
- 酒店風雲（2005）
- 潮爆大狀（2006）
- 歲月風雲（2007）
- 少年四大名捕（2008）
- 東山飄雨西關晴（2008）
- 富貴門（2009）
- 五味人生（2010）
- 搜下留情（2010）
- 布衣神相（2011）
- 團圓（2011）
- 本尊就位（2024）

### 電視劇（壹電視）
- 幸福蒲公英（2011）

### 電視劇（香港電視網絡）
- 我阿媽係黑玫瑰（2015）
- 驚異世紀（2015）

### 網劇
- 無間道（2017 愛奇藝）編劇署名：京城四少
- 蝕日風暴（2018 優酷）編劇署名：京城四少
- 疊影狙擊（2023 優酷）編劇署名：京城四少